# Comitatul Dallas, Iowa
 Comitatul Dallas, conform originalului din engleză Dallas County, este unul din cele 99 de comitate din statul Iowa din Statele Unite ale Americii. Conform recensământului efectuat de United States Census Bureau, în anul 2010, populația comitatului fusese de 66.135 de locuitori, o creștere semnificativă de la valoarea de 40.750 de locuitori înregistrați la data recensământului anterior, Census 2000.
Sediul comitatului este localitatea Adel.GR6  Comitatul a fost denumit după George M. Dallas, vicepreședinte al Statelor Unite ale Americii sub președinția lui James K. Polk. Comitatul Dallas este unul din cele cinci comitate care alcătuiesc aglomerarea urbană, zona metropolitană Des Moines–West Des Moines (în engleză Metropolitan Statistical Area Des Moines - West Des Moines).

## Localități

### Orașe - Cities
- Adel
- Bouton
- Clive ‡
- Dallas Center
- Dawson
- De Soto
- Dexter
- Granger
- Grimes ‡
- Linden
- Minburn
- Perry
- Redfield
- Urbandale ‡
- Van Meter
- Waukee
- West Des Moines ‡
- Woodward

‡ Orașe (Cities) aflate mai ales în comitatul Polk

### Districte civile - Townships
- Adams
- Adel
- Beaver
- Boone
- Colfax
- Dallas
- Des Moines
- Grant
- Lincoln
- Linn
- Spring Valley
- Sugar Grove
- Union
- Van Meter
- Walnut
- Washington

### Comunitate neîncorporată
- Booneville

## Demografie
|  | Graficele sunt indisponibile din cauza unor probleme tehnice. Mai multe informații se găsesc la Phabricator și la wiki-ul MediaWiki. |

Date: Wikidata - grafică realizată de Wikipedia